# Литва на «Евровидении-2002»
Литва приняла участие в сорок седьмом выпуске телевизионного конкурса Евровидение-2002, который состоялся 25 мая в Таллине, Эстония. Страну представлял певец Айварас (настоящее имя — Айварас Степуконис) с песней Happy You («Счастливая ты»). Кандидатура Айвараса была утверждена Литовским национальным радио и телевидением после того, как победители национального отбора, бойз-бэнд B'Avarija был дисквалифицирован из-за того, что их конкурсная заявка We All была опубликована осенью 2001 года ещё до начала отбора. По итогам голосования Литва заняла 23-е (предпоследнее место) из 24, набрав только 12 очков. Этот результат привёл к вылету страны из списка участников Евровидение-2003 и понижению до «пассивного участника». Поэтому, Happy You стала предшественницей литовской заявки на Евровидение-2004 What' s Happened to Your Love? в исполнении Линаса и Симоны. Глашатаем, объявлявшим очки литовских телезрителей, была Лорета Тарозайте.

## Предыстория
К моменту участия в конкурсе 2002 года Литва участвовала на Евровидение трижды: в 1994, 1999 и 2001 годах. Самый лучший результат страна зафиксировала в 2001 году в Копенгагене, когда трио Skamp с песней You Got Style заняло 13-е место. Из-за изменения системы квалификации (вместо среднего балла за пять конкурсов учитывались только результаты за последний год), Литва была допущена к участию в 2002 году. Главным организатором выбора литовской заявки является Литовское национальное радио и телевидение (LRT). 24 октября 2001 года LRT объявило о своём намерении участвовать на Евровидение-2002.

## До «Евровидения»

### «Eurovizijos» dainų konkurso nacionalinė atranka 2002
Литовское национальное радио и телевидение в 1999 и 2001 годах организовывало национальный отбор под названием «Eurovizijos» dainų konkurso nacionalinė atranka для выбора артиста и песни. В 2002 году оно продолжило использовать эту процедуру отбора. 8 января 2002 года LRT анонсировало, что 15 из 45 поступивших вещателю заявок будут участвовать в национальном отборе. 30 января произошли изменения в состав участников. Композиция Grace в исполнении Айсте Пивелите была дисквалифицирована, поскольку являлась переработкой песни Love by Grace бельгийской певицы Лары Фабиан. Вместо Пивелите группа Kosmo с песней Don’t Ever Stop была объявлена номинантом.
14 февраля 2002 года «Eurovizijos» dainų konkurso nacionalinė atranka состоялся во Дворце Спорта и Культуры в Вильнюсе. Ведущими были Габия Виткевичюте и Неринга Скрудупайте. Конкурс транслировался на каналах LTV1 и LTV2. Победитель отбора был определён путём комбинации голосов трёх групп: жюри (50 %), аудитории Дворца Спорта и Культуры (25 %) и телезрителей (25 %). Была определена только тройка лидеров. Хотя победу одержала группа B’Avarija с песней We All, позже было объявлено, что данная песня уже выпускалась на CD-сингле осенью 2001 года под названием Mes čia! и с текстами на литовском языке. 22 марта 2002 года Европейский вещательный союз дисквалифицировал победную песню. После безрезультатных переговоров, LRT 27 марта объявило, что занявший второе место Айварас Степуконис с песней Happy You станет представлять Литву в Таллине.
| Порядок выступления | Исполнитель                  | Название песни                     | Очки | Место |
| ------------------- | ---------------------------- | ---------------------------------- | ---- | ----- |
| 1                   | Симона                       | Fantasy                            | —    | 15    |
| 2                   | Маркас                       | You’re the Biggest Star of My Life | —    | 14    |
| 3                   | Kosmo                        | Don’t Ever Stop                    | —    | 13    |
| 4                   | Ирис                         | Find Your Song                     | —    | 8     |
| 5                   | B’Avarija                    | We All                             | 40   | 1     |
| 6                   | Saulės kliošas               | Singing in the Night               | 33   | 3     |
| 7                   | Йоланта Тубините и King Leon | I Wanna Hold You                   | 13   | 7     |
| 8                   | Naktinės Personos            | I’m So in Love                     | —    | 4     |
| 9                   | IF                           | If You Can                         | —    | 12    |
| 10                  | Адомс                        | Q-Ba-Ba                            | 9    | 9     |
| 11                  | Айварас Степуконис           | Happy You                          | 38   | 2     |
| 12                  | Рута Лукошевичюте            | Hello                              | —    | 5     |
| 13                  | Рамунас Дифартас и Dreams    | You’ll Be Waiting                  | 21   | 6     |
| 14                  | La Vita                      | Never                              | 6    | 10    |
| 15                  | Агне                         | Feelings                           | —    | 11    |

## На «Евровидении»
В 2002 году Европейский вещательный союз внёс изменения в правила о квалификации стран. Согласно новелле, список стран-участниц Евровидения-2002 состоит из страны-победительницы прошлого года, стран-членов клуба «большой четвёрки» (Великобритании, Германии, Испании и Франции), 13 стран, занявших высокие места по итогам предыдущего конкурса и «пассивных участников» 2001 года. Литва как раз финишировала тринадцатой на Евровидение-2001, следовательно, она допускалась к участию. Айварас выступал под номером 24, став последним участником конкурса. По итогам голосования он занял 23-е (предпоследнее место) из 24, набрав только 12 очков. Этот результат привёл к вылету Литвы из списка участников Евровидение-2003 и понижению до «пассивного участника». Литовские телезрители присудили 12 очков Латвии, а 6 очков отдали России. Россия присудила Литве 4 очка.

### Голосование
| Очки      | Страна    |
| --------- | --------- |
| 12 баллов |           |
| 10 баллов |           |
| 8 баллов  |           |
| 7 баллов  |           |
| 6 баллов  | - Латвия  |
| 5 баллов  |           |
| 4 балла   | - Россия  |
| 3 балла   |           |
| 2 балла   | - Эстония |
| 1 балл    |           |

| Очки      | Страна         |
| --------- | -------------- |
| 12 баллов | Латвия         |
| 10 баллов | Швеция         |
| 8 баллов  | Великобритания |
| 7 баллов  | Эстония        |
| 6 баллов  | Россия         |
| 5 баллов  | Франция        |
| 4 балла   | Кипр           |
| 3 балла   | Мальта         |
| 2 балла   | Бельгия        |
| 1 балл    | Дания          |